# 石橋学 (ジャーナリスト)
石橋 学（いしばし がく、1971年 - ）は、日本のジャーナリスト。神奈川新聞記者。2018年から川崎総局編集委員。在日コリアンやヘイトスピーチの取材を長く続けており、ヘイトデモ当日の朝刊オピニオン欄に書いた「私は抗議のカウンターに1人でも多くの人が参加するよう呼び掛ける」の一文はMBSやAERAの記者らに影響を与えた。関連の著書多数（共著含む）。

## 来歴
神奈川県鎌倉市出身。神奈川県立鎌倉高等学校卒業。1994年3月、早稲田大学社会科学部卒業。同年4月、神奈川新聞社に入社。1995年4月、川崎市に赴任。同市川崎区桜本の人々が市に様々な働きかけをした結果、1996年に川崎市職員の一般職採用試験から国籍条項が撤廃される。石橋は新百合ヶ丘などの北部地域が担当だったが、これをきっかけとして桜本の「ふれあい館」ばかりに通うようになり、市内の在日コリアンの取材をし始めた。
1998年に異動。本社の遊軍記者やプロ野球担当、相模原担当などを転々とした。
2003年、横浜ベイスターズの新監督に山下大輔が就任するが、ベイスターズの成績は振るわず、前年の2002年から3年連続で最下位を記録した。高校球児だった石橋は容赦なく山下率いるベイスターズを批判した。インターネット上で「石橋死ね」の言葉が飛び交い、罵倒され続けた。しかしその後、球場で番記者たちによるスピードガン・コンテストが行われたとき、石橋は観衆から喝采をもって迎えられる。
2013年5月12日、川崎市役所・川崎駅近辺で、同市の最初のヘイトデモが行われた。抗議のカウンターの人々が掲げる横断幕には、在日特権を許さない市民の会の桜井誠会長のイラスト入りで「ヘイト豚、死ね」と書かれてあった。石橋は「抗議していることはよくわかるが、乱暴な言葉では共感を得られないのでは」と水を向けた。すると「では、あなた方マスコミはどんな記事を書き、共感を得てきたというのか」「『どっちもどっち』という態度は、傍観しているのと同じではないのか」と問い返された。その通りだ、記事を書かない言い訳として持ち出される「表現の自由」や「中立」は「もめ事」を避けるための方便に過ぎない。石橋はそう思ったが、すぐには思ったような記事が書けなかった。2015年11月にヘイトデモが桜本を襲撃したときに住民たちが阻止して以降、正面から書けるようになったという。
2016年1月31日、石橋は神奈川新聞朝刊のオピニオン欄でそれまで紙面に書いたことのない言葉を綴った。
この書き出しは同業者たちの一部に大きな影響を与えた。沖縄タイムスの阿部岳は「批判ももちろん受けるわけですけれど、当事者になることにを恐れずに書くことの決意、『私』の責任で呼び掛けるという言葉に衝撃を受けました」とのちにドキュメンタリー番組の取材で述べている。
2019年2月、石橋は日本第一党の幹部らが川崎市内で開いた集会を報道。4月の市議選出馬を控えた政治活動家のSが集会で述べた発言について「悪意に満ちたデマによる敵視と誹謗中傷」と記事で断じた。同年5月18日、Sは川崎駅前で行った街頭演説で、2016年のデモで公園を使わせなかった川崎市の決定はヘイトスピーチ解消法が根拠であるとし、施行前の法律を適用してはならない原則にてらして問題があると述べた。居合わせた石橋は、決定の根拠は市の都市公園条例にあると指摘し、「そんなことも知らないで、市議会議員に出ようなんて本当に勉強不足」「でたらめ」と発言した。Sは名誉を棄損されたとして、石橋を相手取り計280万円の損害賠償を求める裁判を起こした。日本新聞労働組合連合は「記者個人を狙い撃ちするにする嫌がらせ目的のスラップ訴訟」と位置付け、石橋を支えた。
2019年4月、訪朝。「日本政府の『非論理的』な振る舞いは快挙にいとまがない」とする見解を発表。
2023年1月31日、横浜地方裁判所川崎支部は前者の記事の事案については名誉毀損を認めなかったが、後者の発言については不法行為の成立を認め15万円の賠償を命じた。
同年10月4日、東京高等裁判所は控訴審判決で、1審の敗訴判決を取り消して、Sの請求をすべて棄却する「逆転判決」を言い渡した。神奈川新聞の秋山理砂・取締役兼統合編集局長は「今後もあらゆる差別根絶のための報道を続け、記者をサポートし『論評の自由』を抑圧する訴訟には屈しない」とコメントを出した。
同年11月5日、海老名市議会議員選挙が告示され、川崎市内で差別街宣を行ってきた政治団体の代表者のWが立候補届を出した。石橋は11月11日と投票日の12日の神奈川新聞朝刊にWの名前を記した上で「ヘイト候補に投票してはいけない」と題する記事を2日続けて寄稿した。Wは候補者33人中33番目の得票数で落選し、候補者のなかでただ一人供託金を没収された。
前述のSは上告したものの、上告理由書を期限内に提出しなかったため、同年12月20日に上告却下となり、裁判は終結した。
2025年7月22日、参政党が国会内で開いた記者会見において、石橋が取材を拒否された。党側は当初「事前登録がなかったため」と説明したが、後に「混乱を招く恐れがあった」と理由を変更し、最終的には神谷宗幣代表が8月1日の会見で参院選後に事前登録制に変更し、その周知が不徹底だったと認め、担当者が選挙期間中の石橋の取材態度を理由に混乱回避のためとして石橋の参加を断ったと説明した。神奈川新聞社は7月25日、こうした説明は矛盾しており虚偽であるとして、「公党にあるまじき行為だ」と強く抗議する声明を発表した。
党側は、石橋が「しばき隊」と行動を共にし、街頭演説を妨害したと主張している一方、神奈川新聞社は「しばき隊」という団体は実在せず、ネットスラングで市民を攻撃する表現であると批判し、記者の行動は「差別的発言への正当な反論だった」として、党の対応を「知る権利の侵害」かつ「責任放棄」と非難した。
また、8月1日の会見で石橋は記者会見への参加を許されたため、神谷に対し「前回の対応は誤っていたと認めたということか。知る権利が奪われたことへの謝罪はないのか」と主張したが、神谷は前述の通り担当者判断であり党としてもそれが問題ないと判断したと説明し謝罪は不要とした。更に石橋はどの取材活動が問題なのか、通常の取材活動だと主張したが、神谷は石橋の言う「知る権利」を逆手に取り、石橋と行動していたしばき隊が演説を妨害する行為を行い聴衆の演説を聴く権利を妨害していると指摘し、聴衆の知る権利を妨害する人に対して一定の制限を行うことはやむを得ないと主張した。なお、石橋はこの応酬で更に質問を行おうとしたが、党側の司会に原則1社1問を理由に制止されている。

## 著書
- 神奈川新聞「時代の正体」取材班『時代の正体―権力はかくも暴走する』現代思潮新社、2015年9月1日。ISBN 978-4329004956。
- 神奈川新聞「時代の正体」取材班『ヘイトデモをとめた街』現代思潮新社、2016年9月20日。ISBN 978-4329004994。
- ヘイトスピーチを許さないかわさき市民ネットワーク 編『根絶！ヘイトとの闘い―共生の街・川崎から』緑風出版、2017年6月13日。ISBN 978-4846117085。
- 石橋学、香山リカ『ヘイトスピーチ 攻防の現場』社会評論社、2020年11月12日。ISBN 978-4784511471。

## 出演
- MBS『映像 '24 記者たち～多数になびく社会のなかで～』（2024年3月3日放送）[4]